# Tréméven (Finistère)
Tréméven település Franciaországban, Finistère megyében. Lakosainak száma 2378 fő (2022. január 1.). Tréméven Querrien, Arzano, Locunolé, Mellac, Quimperlé és Rédené községekkel határos.

## Népesség
A település népessége az elmúlt években az alábbi módon változott:
| Lakosok száma | 1445 | 1975 | 2076 | 2057 | 2279 | 2300 | 2324 | 2321 | 2329 | 2378 |
|               | 1968 | 1982 | 1990 | 2006 | 2013 | 2015 | 2017 | 2019 | 2020 | 2022 |